# Baccalauréat professionnel - Technicien d'études du bâtiment
Pour un article plus général, voir Baccalauréat professionnel.
 (mai 2020).
Si vous disposez d'ouvrages ou d'articles de référence ou si vous connaissez des sites web de qualité traitant du thème abordé ici, merci de compléter l'article en donnant les références utiles à sa vérifiabilité et en les liant à la section « Notes et références ».
Le baccalauréat professionnel de technicien d’études du bâtiment est un diplôme français de niveau IV. Il est scindé en deux spécialités : Études et économie (A) et Assistant en architecture (B).

## Présentation

### Option A: Études et économie
Le titulaire de cette option a un rôle de coordonnateur entre le bureau et le chantier, les documents et l’activité réelle.

### Option B: Assistant en architecture
L’option d’assistant en architecture permet de devenir collaborateur d’architecte. Il a pour rôle principal d’assister l’architecte dans tous les domaines relatifs aux projets architecturaux.
Le titulaire du baccalauréat professionnel exerce ses compétences dans trois domaines d’intervention principaux, sous le contrôle de sa hiérarchie, pour :
- des travaux d’architecture :
  - travaux de relevé et de description d’ouvrages ;
  - travaux graphiques d’esquisses et de mise en forme des projets d’étude ;
  - travaux graphiques en CAO / DAO en phases d’avant-projet, de consultation et d’exécution des travaux ;
  - travaux de traitement des images ;
  - réalisation de maquettes et de perspectives ;
- des études techniques et/ou administratives :
  - constitution des dossiers ;
  - vérification de documents graphiques ;
  - quantification et estimation partielles d’un projet ;
- le suivi de travaux. Il peut assister sa hiérarchie dans ce domaine ou la représenter dans le cadre de travaux ne nécessitant pas d’engagements importants de la maîtrise d'œuvre ou de coordination de travaux complexes.

Le titulaire de cette option est un technicien collaborateur en architecture. Sa mission principale est de traduire graphiquement les projets architecturaux. Dans le cadre de l’exercice de son métier, les fonctions exercées sont liées aux phases de déroulement d’un programme architectural (phase d'avant-projet, phase de projet, phase de réalisation).

## Emplois concernés
- Option A : Études et économie
  - Économiste de la construction
  - Dessinateur DAO
  - Métreur
  - Technicien chargé du suivi des travaux
  - Technicien d’étude de prix

- Option B : Assistant en architecture
  - Collaborateur d'architecte
  - Dessinateur du BTP
  - Dessinateur paysagiste
  - Dessinateur d'intérieur